# 이반 노보셀체프
이반 예브게니예비치 노보셀체프(러시아어: Иван Евгеньевич Новосельцев, 1991년 8월 25일 ~ )는 러시아의 축구 선수이다.